# Chrysiptera giti
Chrysiptera giti là một loài cá biển thuộc chi Chrysiptera trong họ Cá thia. Loài này được mô tả lần đầu tiên vào năm 2008.

## Từ nguyên
Từ định danh giti được đặt theo tên của hãng lốp xe Giti theo mong muốn của hai vợ chồng Chủ tịch Tập toàn Giti, Enki Tan và vợ là Phó Chủ tịch Cherie Nuralim, những người đã có đóng góp đáng kể trong công tác bảo tồn các loài sinh vật biển ở Bán đảo Đầu Chim.

## Phạm vi phân bố và môi trường sống
C. giti được tìm thấy tại Indonesia, gồm vùng biển ngoài khơi bán đảo Bomberai (phía tây đảo New Guinea) và quần đảo Togean (phía đông bắc đảo Sulawesi). C. giti sống ở các rạn viền bờ, đặc biệt là gần những cụm san hô của chi Acropora và Seriatopora hystrix, ở độ sâu khoảng 3–20 m.

## Mô tả
Chiều dài lớn nhất được ghi nhận ở C. giti là 3,6 cm. Loài này có màu xanh lam, trừ thân sau, từ khu vực cuống đuôi xuống vây hậu môn là màu vàng. Mống mắt xanh, có sọc đen băng ngang đồng tử. Vây đuôi vàng ở nửa trong, trở nên trong mờ ở nửa ngoài. Vây hậu môn màu vàng, viền xanh ở rìa. Vây bụng màu xanh lam. Vây ngực trong mờ. Vây lưng màu xanh lam.
Số gai ở vây lưng: 13; Số tia vây ở vây lưng: 10–11; Số gai ở vây hậu môn: 2; Số tia vây ở vây hậu môn: 12; Số gai ở vây bụng: 1; Số tia vây ở vây bụng: 5; Số tia vây ở vây ngực: 14–15.

## Phân loại học
C. giti nằm trong nhóm phức hợp loài Chrysiptera hemicyanea, đặc trưng bởi màu xanh lam ở phần lớn cơ thể với màu vàng ở một phần thân sau và thân dưới.

## Sinh thái học
Thức ăn của C. giti có thể là động vật phù du. Cá đực có tập tính bảo vệ và chăm sóc trứng; trứng có độ dính và bám chặt vào nền tổ.